# Monumento al Indio

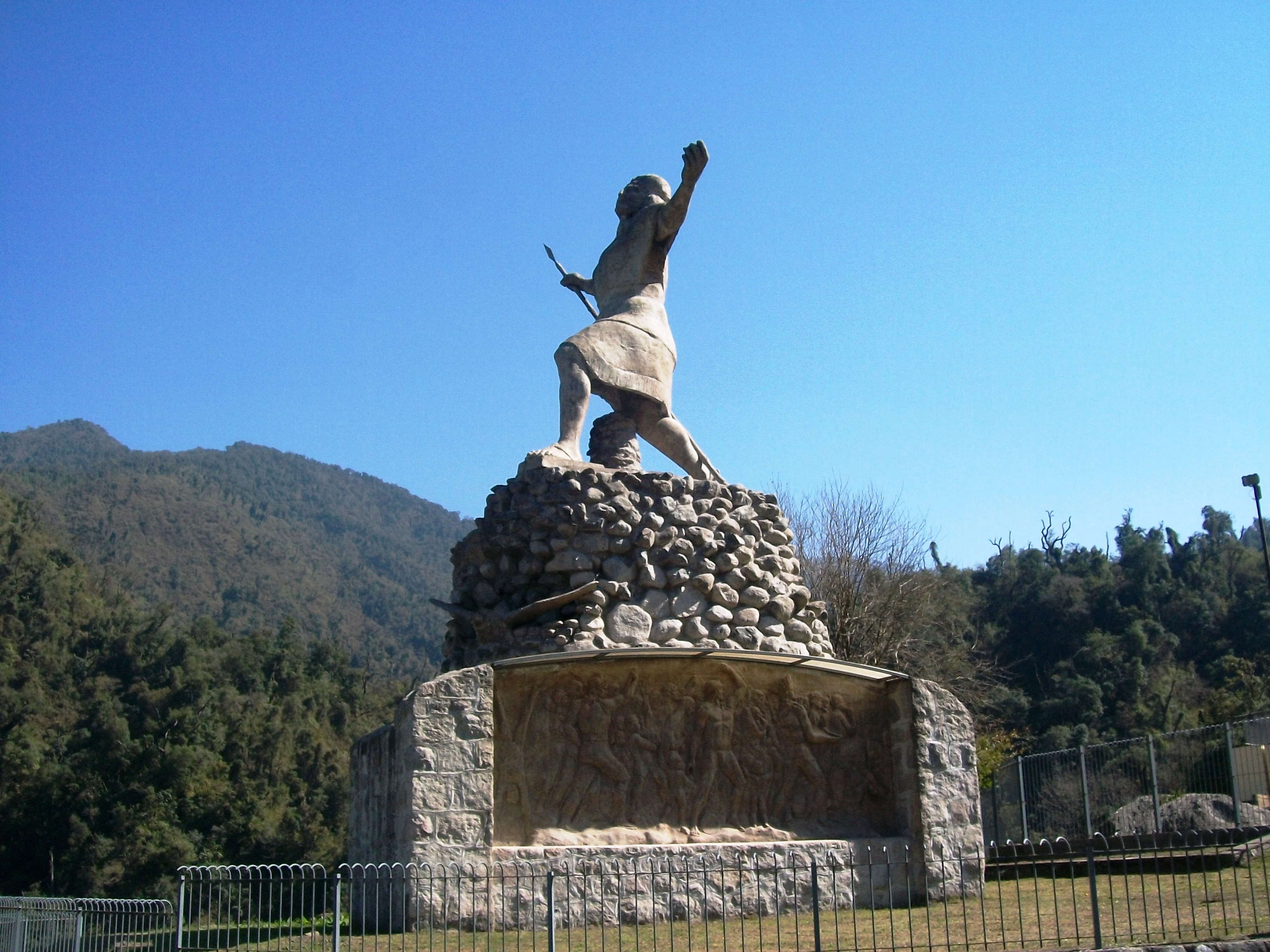
Monumento al Indio

El Chasqui, más popularmente conocido como Monumento al Indio o el Indio, es una escultura de 6 metros de altura emplazada sobre una base de 10 metros y a su vez ubicada a la altitud de 1.100 metros dentro de la reserva provincial Los Sosa en la ruta provincial 307 hacia Tafí del Valle y Amaicha del Valle en Tucumán.
En el basamento de la obra hay una alegoría del "Himno al Sol". En el amanecer un sacerdote indígena se inclina ante el astro y un poeta le ofrece música y canto. También están el amor maternal, simbolizado por una madre y su hijo; el sentir religioso, que encarna una pareja de promesantes, y un guerrero que deja su lanza y se pliega a la ceremonia. Por fin, “el mandinga” que cae al abismo, representa la luz del sol disipando las tinieblas. 
La obra fue realizada por Enrique Prat Gay y fue instalada en enero de 1943. Dicho escultor es el autor del busto de Zenón Santillán ubicado en el edificio de la municipalidad de San Miguel de Tucumán; el de Yrigoyen que está en la escuela del mismo nombre; y el de Nicolás Avellaneda, en el parque Avellaneda. Amigo de Lola Mora, se formó en Italia como ella.
La obra fue restaurada en julio de 2008.
La palabra chasqui viene del idioma quechua, y significa "mensajero, agente de correo, transportador".
- Datos: Q5668230